# Запорожье II
Запорожье II (укр. Запоріжжя II, ранее Александровск IІ, Екатерининский вокзал) — пригородный железнодорожный вокзал Запорожской дирекции Приднепровской железной дороги расположенный на территории Александровского района города Запорожье на пересечении железнодорожных линий Кривой Рог — Донбасс и Москва — Симферополь

## История
Станция возникла в 1903 году при строительстве Екатерининской железной дороги на участке Долгинцево — Волноваха, которая соединила Криворожский рудный район и Донецкий угольный бассейн. Архитектурных особенностей здание не имеет, хотя высокие остроконечные шпили выделяют его из находящихся вокруг построек.
В 1904 году открыто регулярное движение поездов на участке Кривой Рог — Александровск ІІ — Пологи.
На старом здании вокзала Запорожье II установлена мемориальная доска о пребывании на станции проездом украинской поэтессы Леси Украинки 9-10 августа 1907 года.
Вопреки бытующему в некоторых источниках мнению, это сооружение не было разрушено во время Великой Отечественной войны. Здание 1902 года дожило до наших дней в практически первозданном виде. Не хватает лишь считанных деталей — например, одного из шпилей-башенок.
В 1952 году электрифицировано направление Никополь — Запорожье II, а в 1965 году — направление Лозовая — Синельниково I — Запорожье I.
В начале 2000-х годов электрифицирован участок Запорожье II — Кирпотино, с перспективой дальнейшей электрификации до Волновахи.
Новое здание вокзала было открыто в 1985 году.
В 2022 году российские войска обстреляли вокзал, в ходе обстрела вокзал поврежден.

## Городской транспорт
Возле вокзала проходит троллейбусная линия, которая используется только для оборота троллейбусов или во время перекрытий центральной магистрали города — проспекта Соборного. Ранее до вокзала следовали троллейбусные маршруты № 2, 7, 15, 16, 24.
С 25 марта 2019 года близлежащая остановка является конечной для автобуса № 39, следующего в Хортицкий район. Неподалёку проходит трамвайная линия.

## Инфраструктура вокзала и услуги
Комплекс вокзала Запорожье II состоит из специальных сооружений, помещений, оборудования предназначенных для временного пребывания пассажиров и их обслуживания.
В комплекс входит: здание вокзала, камеры хранения, перроны и посадочные платформы, остановка общественного городского транспорта и стоянка для автомобилей.
Пассажирам железнодорожного вокзала Запорожье II предоставляется широкий комплекс услуг, основными из которых являются:
- оформление и бронирование проездных документов;
- резервирование мест по заявкам для групповых перевозок пассажиров;
- информационно-справочные услуги;
- услуги автоматической и стационарной камеры хранения.

## Перспективы реконструкции
17 февраля 2014 года, на аппаратном совещании по вопросам жизнедеятельности региона обсуждалась проблема не надлежащего состояния областных ж/д вокзалов. В том числе была озвучена информация о том, что на территории вокзала Запорожье II создадут музейный комплекс.
Музейный комплекс появится на месте дореволюционного здания вокзала Запорожье II. По словам горожан и сотрудников железной дороги, это здание давно находится в аварийном состоянии. В связи с этим оно в ближайшее время будет не только отремонтировано, но и станет музеем. Кроме того планируется отремонтировать фасад здания вокзала, заменить окна, коммуникации, а также ремонт внутри здания.
Возле станции находится парк-памятник садового искусства Парк железнодорожной станции Запорожье-II площадью 3,5 га.

## Пассажирское пригородное сообщение
Вокзал станции Запорожье II обслуживает пассажиров только пригородного сообщения.
Пригородные поезда отправляются с вокзала Запорожье II до станций в следующих направлениях:
| Синельниковское направление | Мелитопольское направление | Никопольское направление | Пологовское направление |
| --------------------------- | -------------------------- | ------------------------ | ----------------------- |
| Синельниково I              | Бурчацк                    | Канцеровка               | Пологи                  |
| Запорожье-Левое             | Пришиб                     | Днепрострой II           | Бердянск                |
| Вольнянск                   | Федоровка                  | Никополь                 |                         |
|                             | Мелитополь — Тащенак       | Кривой Рог-Главный       |                         |
|                             | Новоалексевка              |                          |                         |
|                             | Геническ                   |                          |                         |
|                             | Сиваш                      |                          |                         |

## Адрес вокзала
Украина, Запорожье, улица Константина Великого, 5
Справочное бюро вокзала: +380 (61) 720-21-61

## Галерея

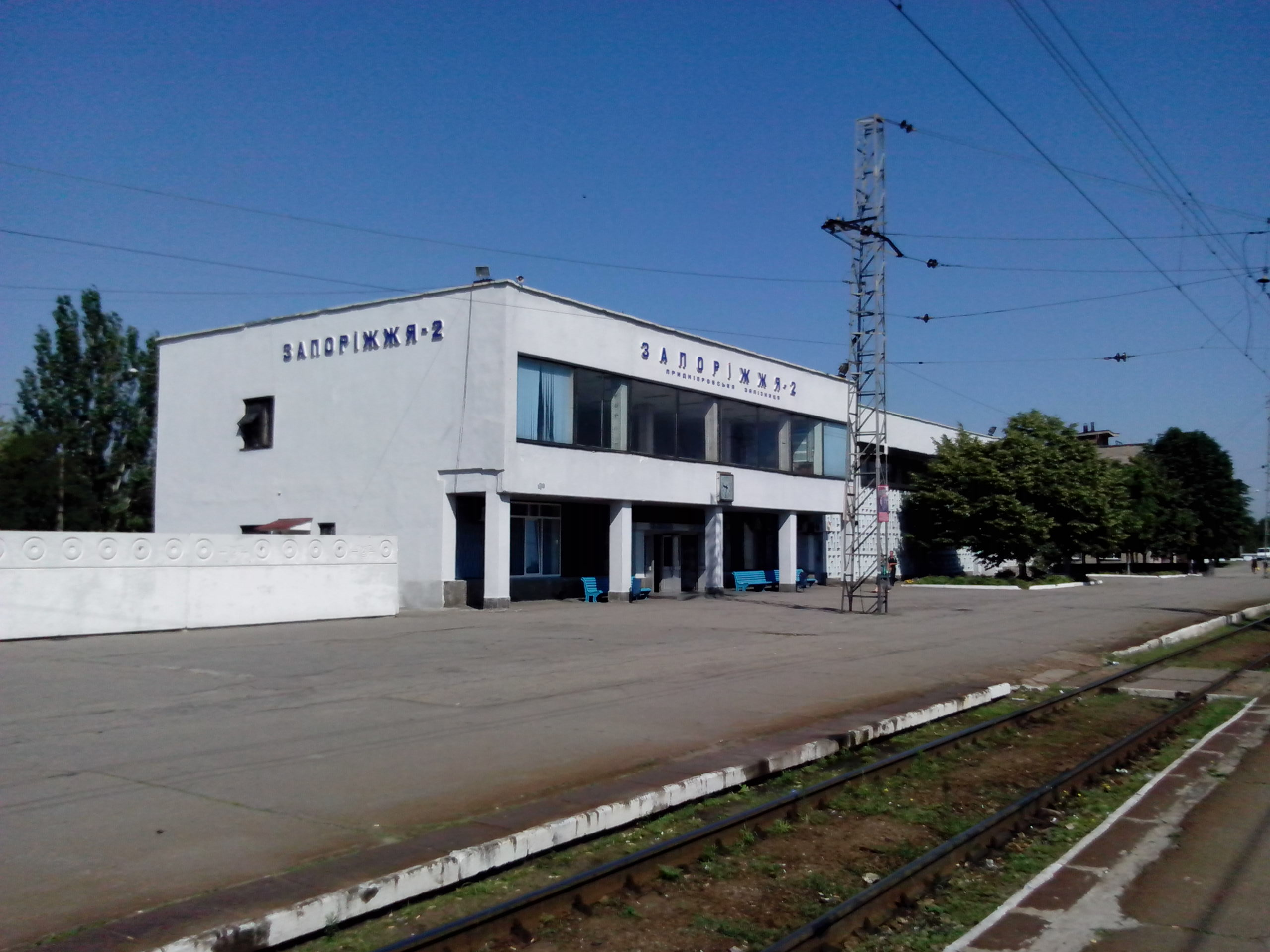
Вокзал ст. Запорожье II
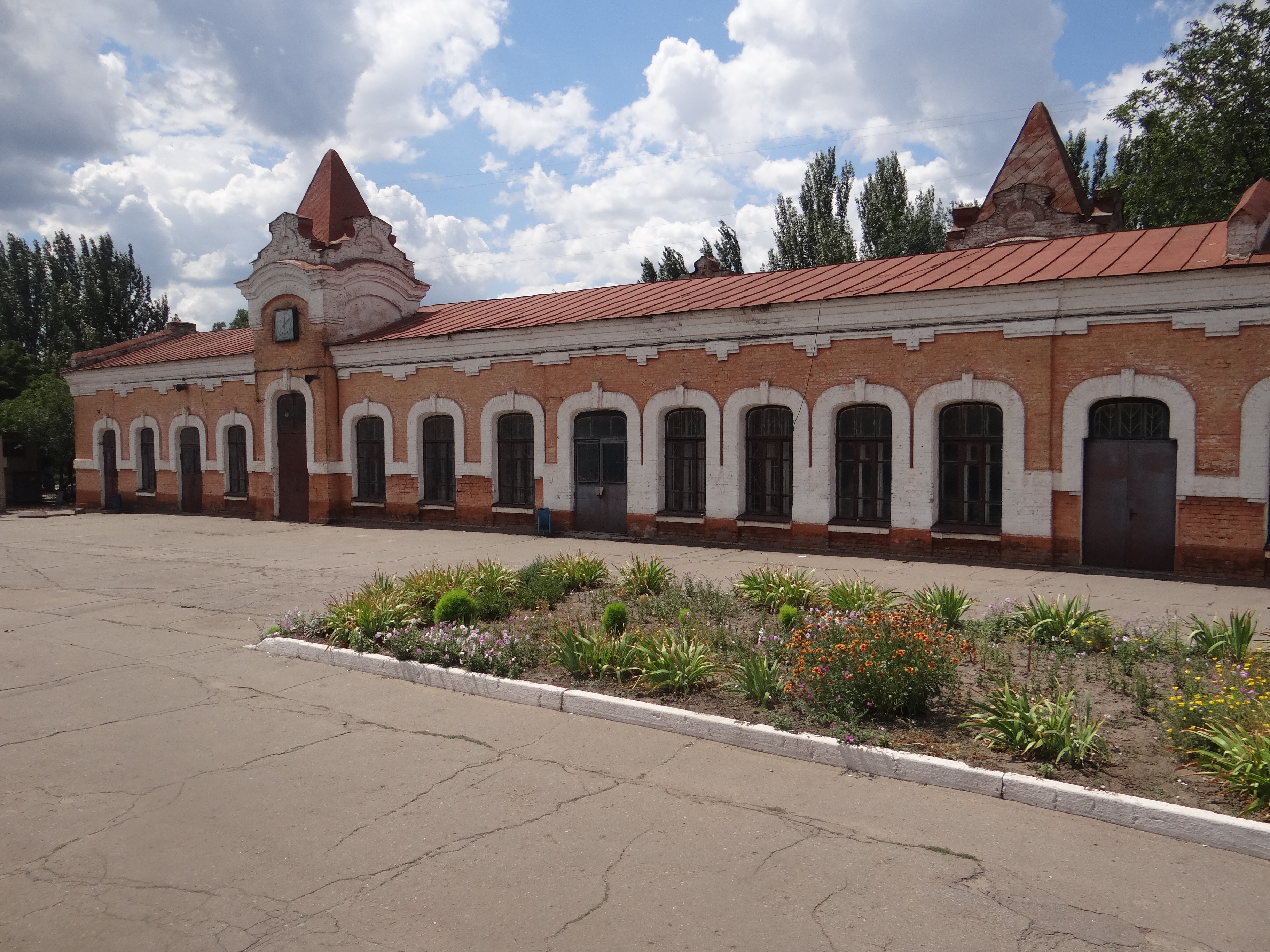
Старое здание вокзала Александровск ІІ
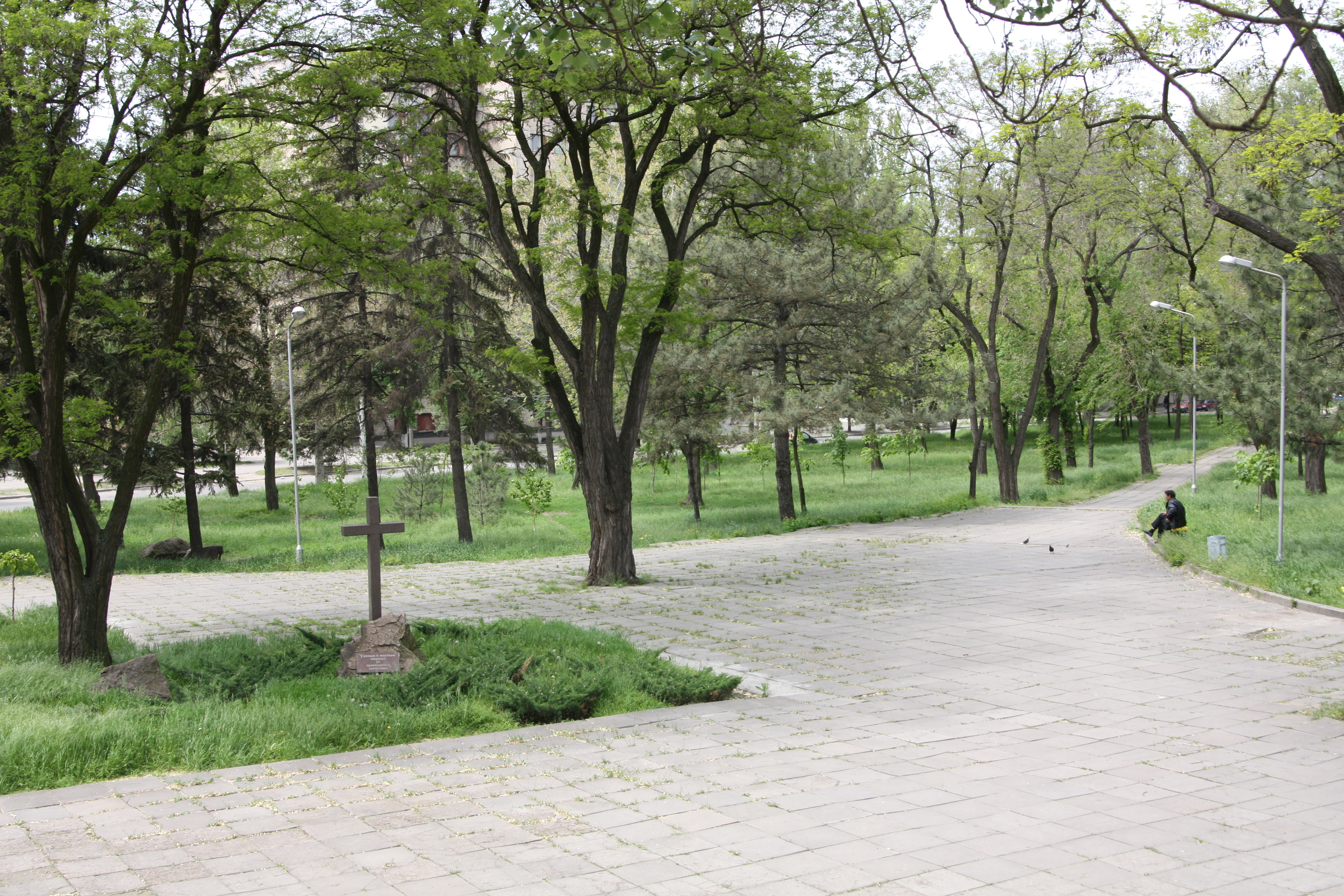
Парк напротив вокзала Запорожье II
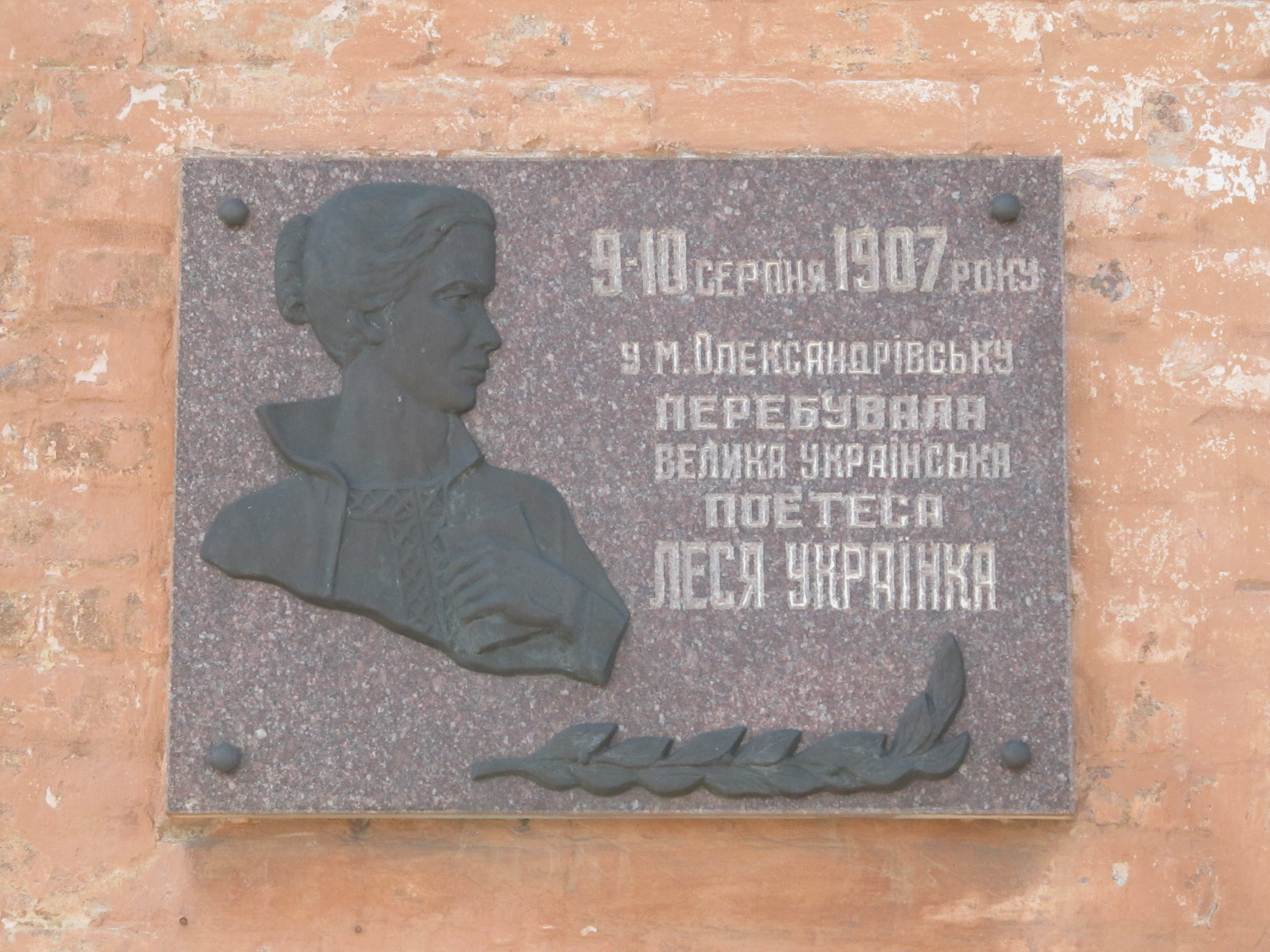
Мемориальная доска о пребывании Леси Украинки на ст. Запорожье II
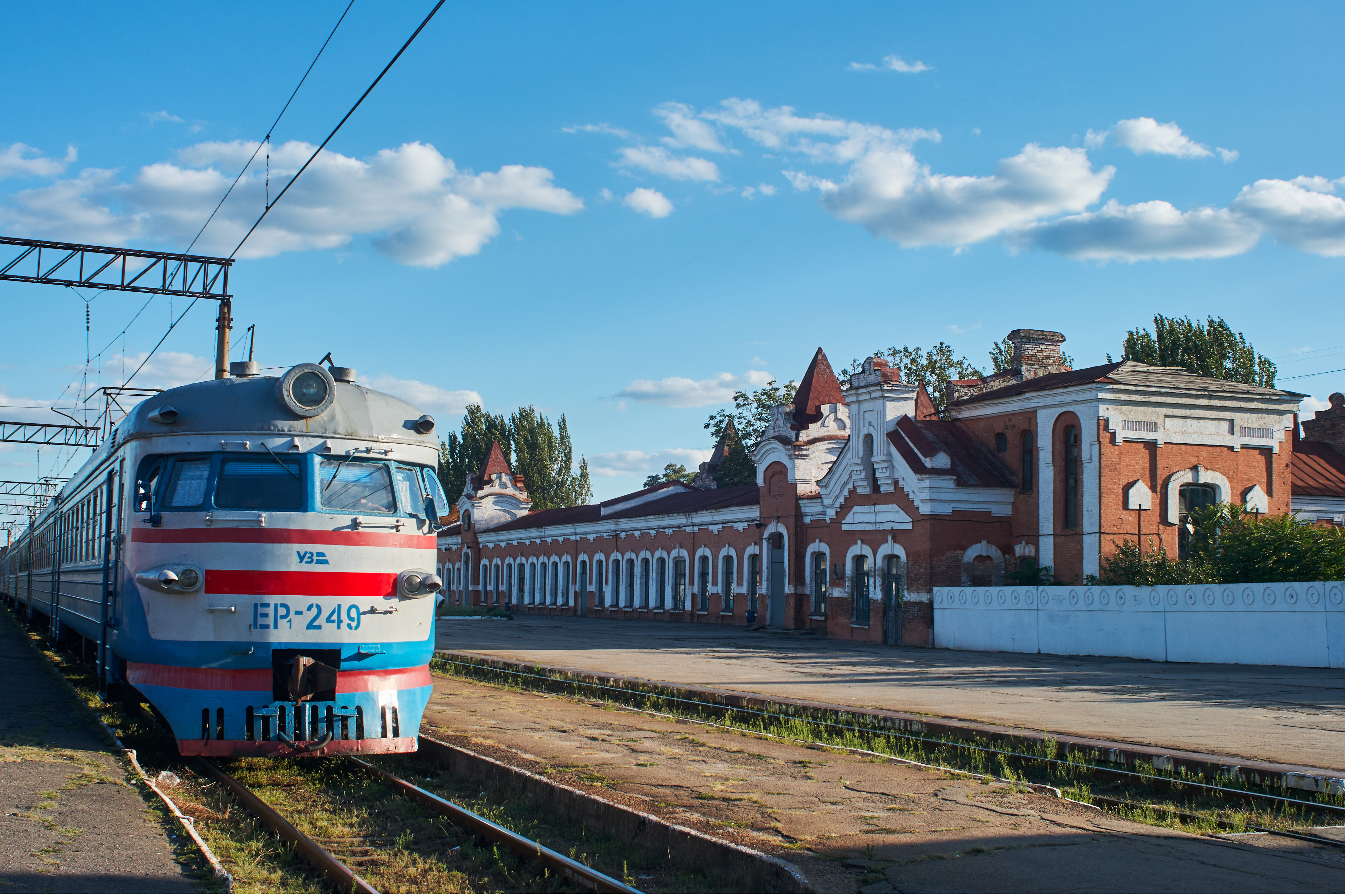
Пригородный электропоезд Запорожье — Никополь